# Verdicchio dei Castelli di Jesi passito
Il Verdicchio dei Castelli di Jesi passito è un vino a Denominazione di Origine Controllata (DOC) prodotto nelle province di Macerata e di Ancona. L'uso della menzione "passito" è riservata al vino ottenuto dalle uve passite almeno fino al 15 ottobre.

## Vitigni con cui è consentito produrlo
- Verdicchio minimo 85%.
- Altri vitigni a bacca bianca idonei alla coltivazione nella regione Marche nella misura massima del 15%

## Tecniche di produzione
Per i nuovi impianti e i reimpianti la densità non può essere inferiore a 2 200 ceppi/ha.
È vietato l'allevamento a tendone

È consentita l'irrigazione di soccorso.
Tutte le operazioni di vinificazione, invecchiamento e imbottigliamento, debbono essere effettuate nella zona DOCG.

Richiede un invecchiamento almeno fino al 1º dicembre dell'anno successivo a quello di produzione delle uve.

## Caratteristiche organolettiche
- colore dal giallo paglierino intenso all'ambrato;
- odore: caratteristico, intenso;
- sapore: da amabile a dolce, armonico, vellutato, caratteristico;
- residuo zuccherino: minimo 23,0 %